# Xúmino
Xúmino (en rus: Шумино) és un poble deshabitat del krai de Perm, a Rússia, que forma part del raion de Gaini. El 2010 no tenia cap habitant.